# Bengalisk eld

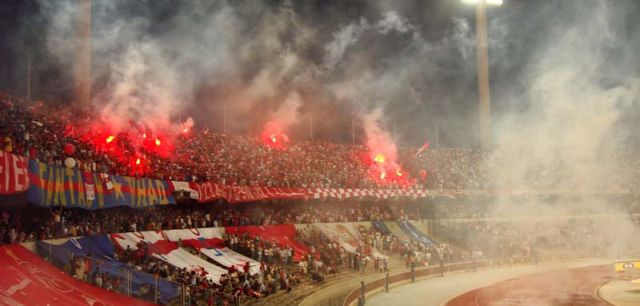
Bengaliska eldar under en fotbollsmatch.

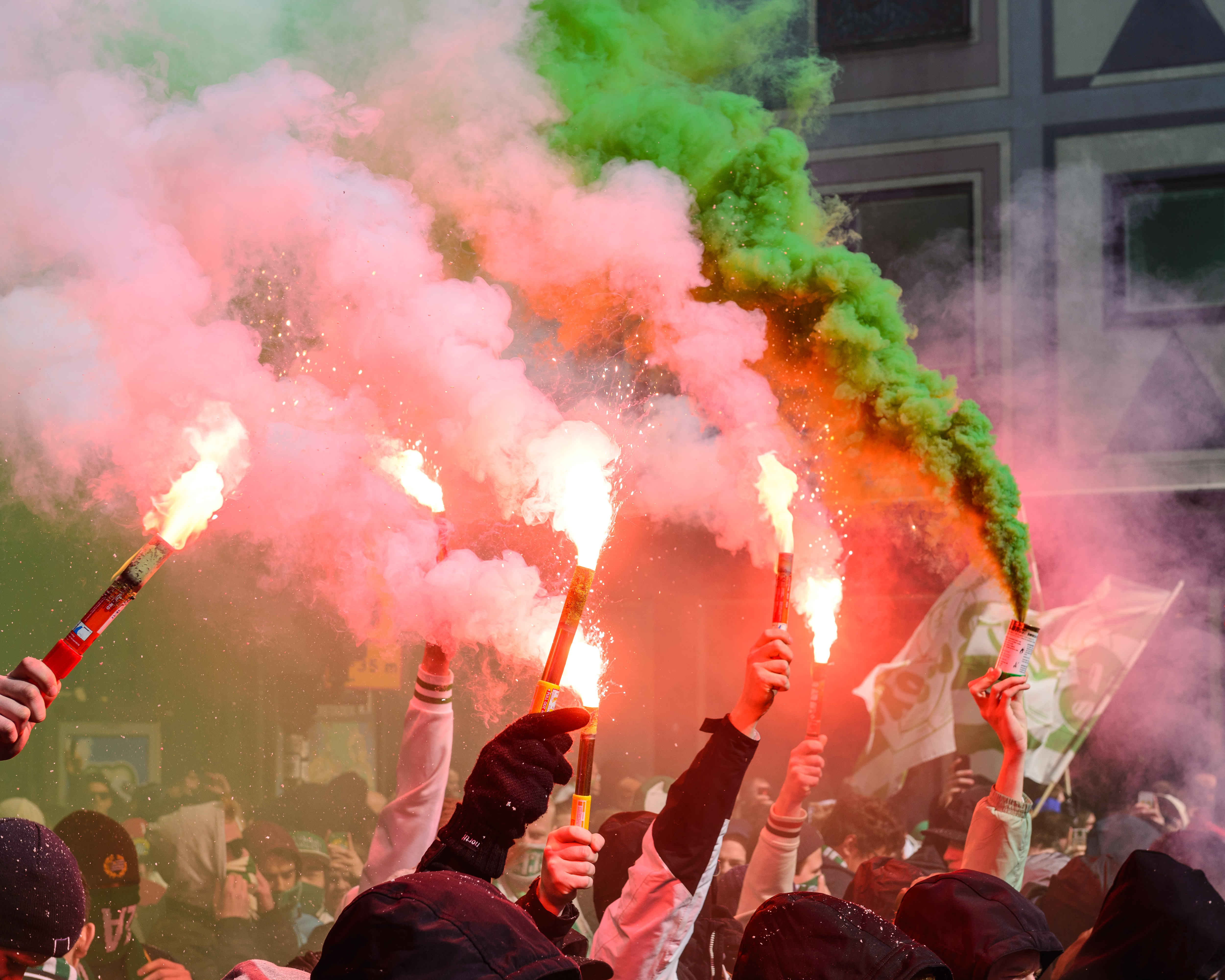
Bengaliska eldar i Stockholm.

Bengalisk eld eller bengaler är ett slags fyrverkeripjäs som oftast består av ett papprör som är cirka 5–20 centimeter långt och 3–4 centimeter i diameter. Inuti pjäsen finns ett brännbart ämne med metallsalter; oftast är grundinnehållet salpeter, svavel och antimonsulfid.
Vid antändning brinner den bengaliska elden med en klart lysande låga som är 10–30 centimeter hög. Brinntiden varierar oftast från en minut upp till fyra minuter. Beroende på typen av tillsatt metall brinner bengalen med olika färg. Bengaliska eldar har ibland även en "förvandlingseffekt" som gör att de skiftar färg efter en viss tid. Pjäsen innehåller då två lager med olika metaller.
Bengaliska eldar är populära bland vissa fotbollssupportrar som antänder dem på läktaren på arenorna vilket har varit uppe för debatt om förbud med motiveringen ökad brandrisk samt att röken både kan försena matchen (om domaren väljer att avbryta) men även risken för främst astmatiker.
Bengaliska eldar kallas även nödbloss och användes exempelvis vid sjönöd.